# (100448) 1996 RE5
(100448) 1996 RE5 es un asteroide perteneciente al cinturón de asteroides, descubierto el 13 de septiembre de 1996 por el equipo del Near Earth Asteroid Tracking desde el Observatorio de Haleakala, Hawái, Estados Unidos.

## Designación y nombre
Designado provisionalmente como 1996 RE5.

## Características orbitales
1996 RE5 está situado a una distancia media del Sol de 2,757 ua, pudiendo alejarse hasta 3,190 ua y acercarse hasta 2,324 ua. Su excentricidad es 0,156 y la inclinación orbital 12,70 grados. Emplea 1672 días en completar una órbita alrededor del Sol.

## Características físicas
La magnitud absoluta de 1996 RE5 es 14,9. Tiene 2,487 km de diámetro y su albedo se estima en 0,376.